# Alosa killarnensis
Alosa killarnensis és una espècie de peix de la família dels clupeids i de l'ordre dels clupeïformes.

## Distribució geogràfica
Es troba a Europa: Irlanda.

## Estat de conservació
L'eutrofització del llac on viu i la introducció d'espècies exòtiques (com ara, la madrilleta vera -Rutilus rutilus- i la brema -Abramis brama-) són les seues principals amenaces.